# Schloss Karlsburg (Vorpommern)

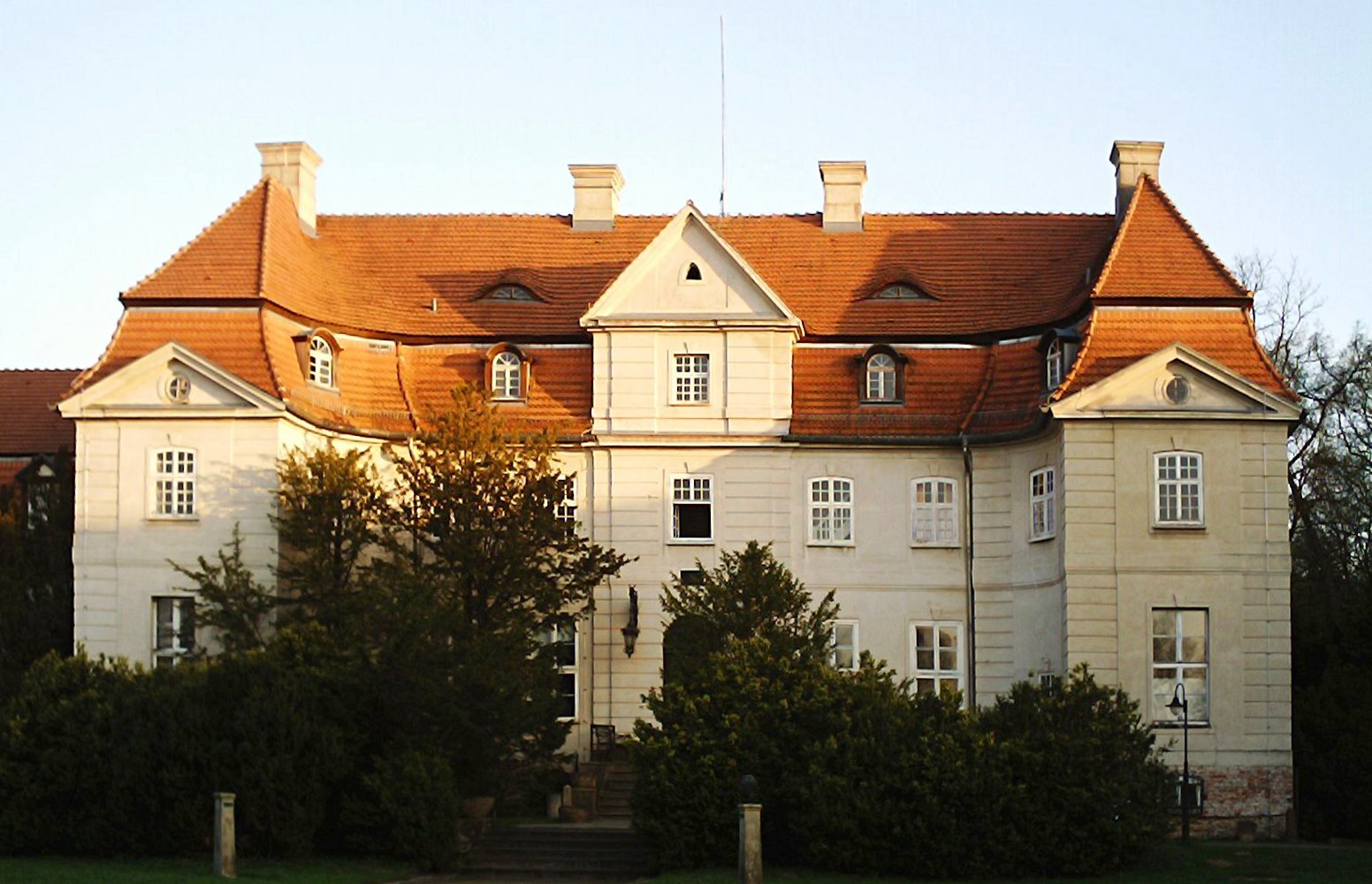
Zentralbau des Schlosses Karlsburg

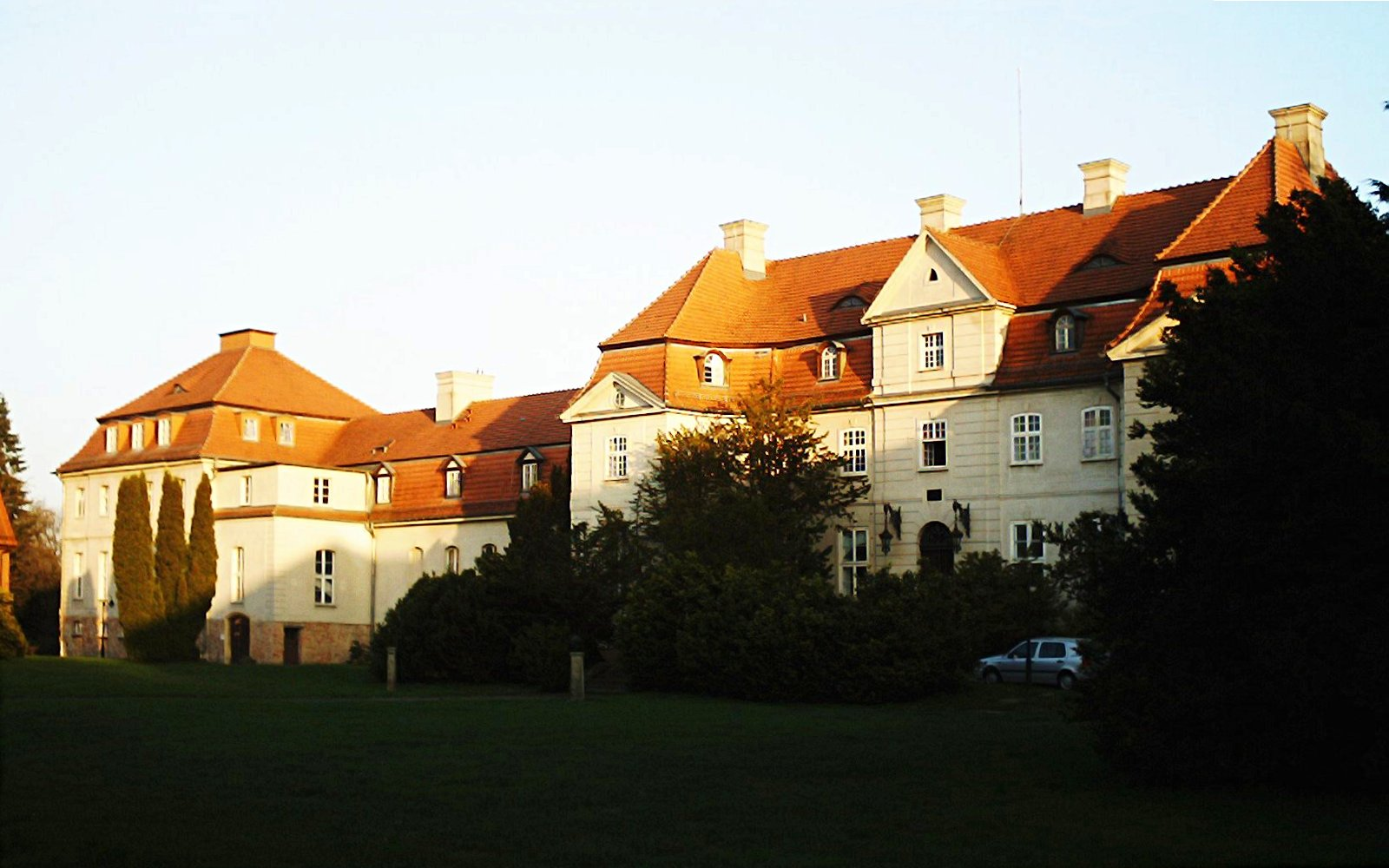
Vorderansicht des Schlosses mit Blick auf den Seitenflügel

Das Schloss Karlsburg in der Gemeinde Karlsburg im Landesteil Vorpommern des Bundeslandes Mecklenburg-Vorpommern ist ein ab 1731 als dreigeschossiger Backsteinbau errichtetes Herrenhaus im Stil des Barock. Es befand sich bis 1945 im Besitz der Adelsfamilie von Bismarck-Bohlen und war anschließend bis 1990 Teil des in Karlsburg ansässigen Zentralinstitutes für Diabetes. Seitdem gehört es dem Land Mecklenburg-Vorpommern. Das Gebäude wurde bis 2016 von der Universität Greifswald verwaltet. Das Schloss, das von den Nachfolgeeinrichtungen des Zentralinstitutes gemeinsam genutzt wird, gilt sowohl als Wahrzeichen des Ortes Karlsburg als auch der im Ort ansässigen medizinischen und wissenschaftlichen Institutionen.

## Geschichte des Schlosses

### Die Familie von Bohlen (1731 bis 1828)
Das bei Greifswald gelegene Gut Gnatzkow gehörte seit dem Ende des 16. Jahrhunderts dem auf der Insel Rügen und dem vorpommerschen Festland ansässigen Adelsgeschlecht von Normann. Im Jahr 1679 wurde es durch Heirat mit der letzten Erbin der Linie Maria Lucretia von Normann an die ebenfalls auf Rügen beheimatete Familie von Bohlen vererbt. Auf Initiative von Carl Heinrich Behrend Reichsgraf von Bohlen (1705–1757) begann 1731 der Bau des Schlosses. Nur ein Jahr nach Baubeginn zerstörte am 24. August 1732 ein Brand den noch unvollendeten Bau und das gesamte Dorf. In der Folge wurde neben dem Schloss auch das Dorf nach den architektonischen und städteplanerischen Vorstellungen des Barock neu errichtet. Schon 1733 wurden die ersten Räumlichkeiten bezogen, bis 1739 waren die wesentlichen Teile des Schlosses fertiggestellt. Am 11. September 1745 wurde Carl Heinrich Behrend von Bohlen in den Reichsgrafenstand erhoben.

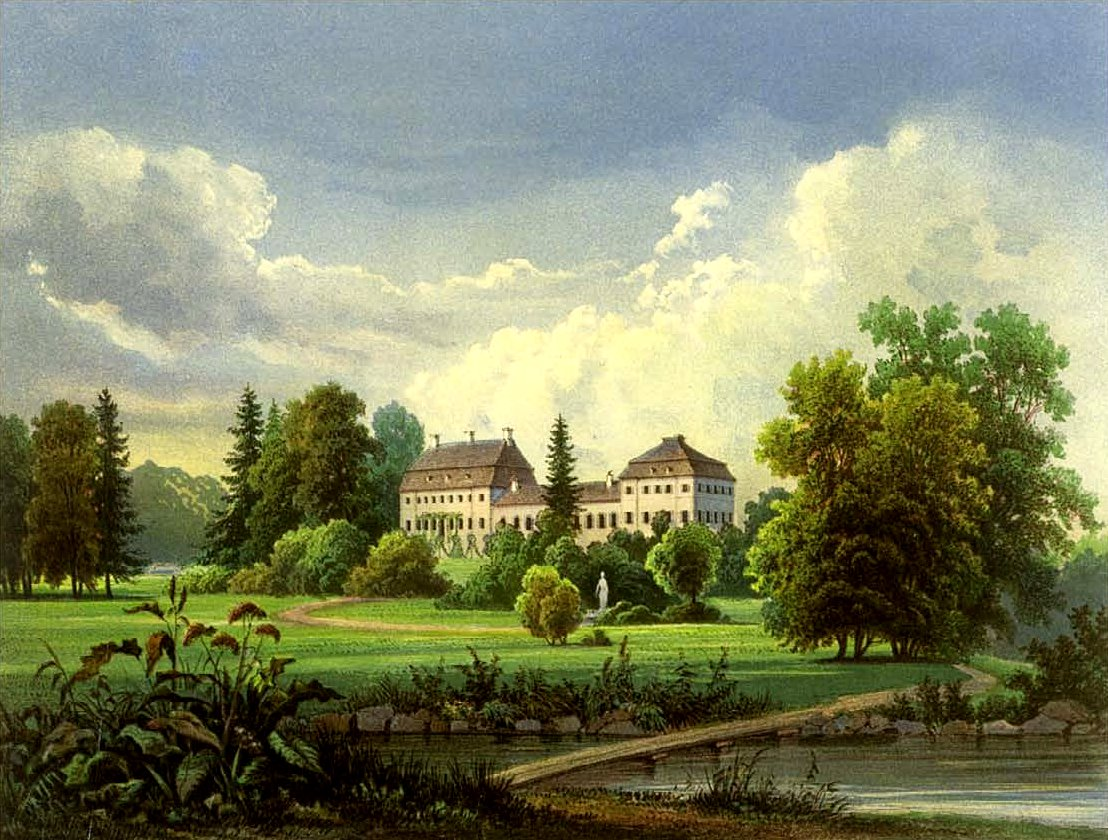
Schloss Karlsburg um 1857/58, Sammlung Alexander Duncker

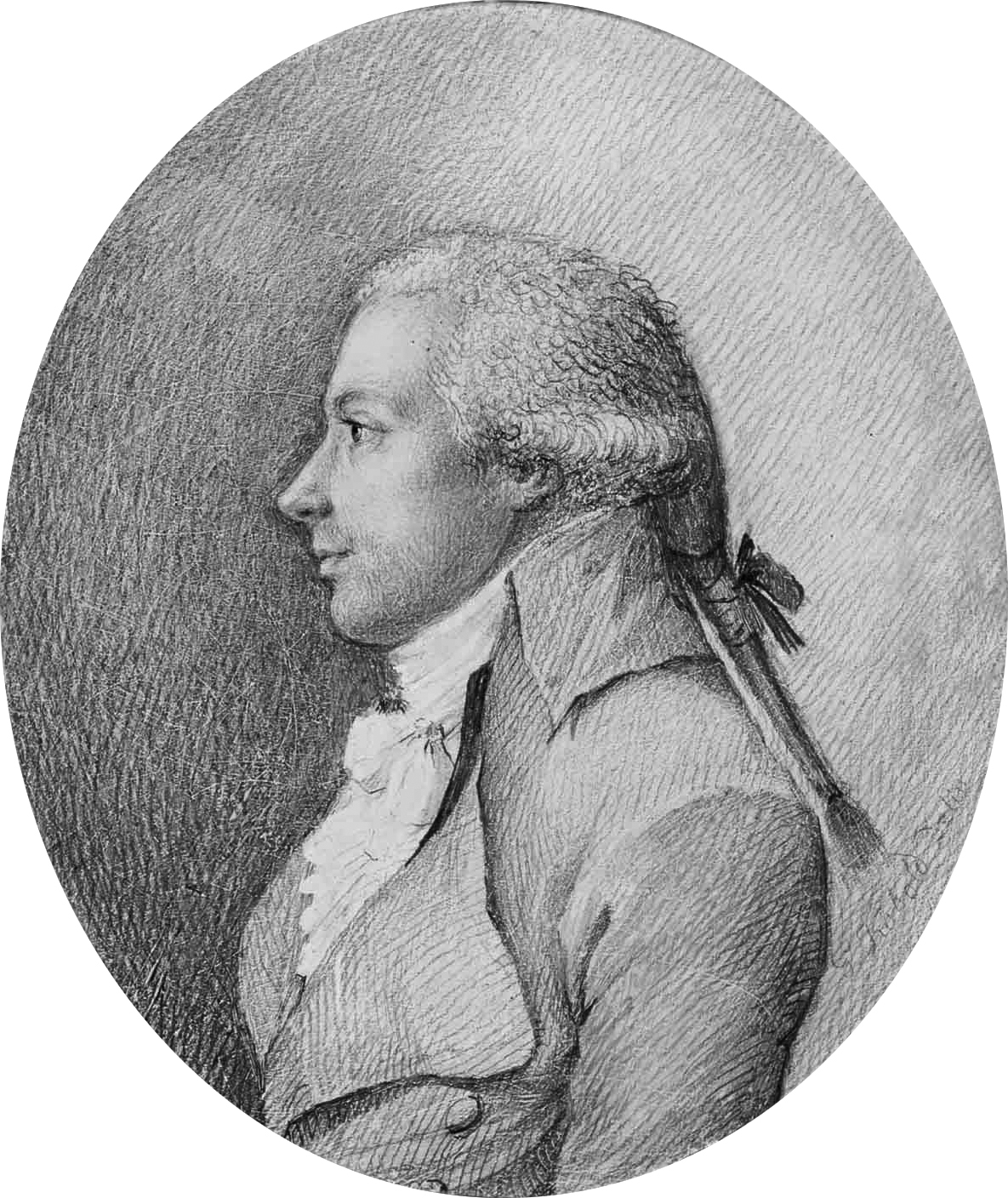
Friedrich Ludwig Graf von Bohlen (1760–1828)

Ab 1750 ließ er auf der Rückseite des Schlosses einen Park im französischen Stil anlegen. Neben einem Teich mit einer kleinen Insel, die den Eindruck einer Motte erweckt, ist in diesem Park unter anderem eine Marmorstatue der Göttin Flora aus dem 18. Jahrhundert zu finden. Die Kosten für den Bau des Schlosses brachten Carl Heinrich später in so große finanzielle Schwierigkeiten, dass sein ältester Sohn Graf Carl Julius Bernhard Reichsgraf von Bohlen (1738–1813) nach dem Tod seines Vaters 1757 das noch unvollendete Gut aus der Konkursmasse kaufte. Einen von seinem Vater noch geplanten Westflügel mit Galerie ließ er nicht mehr bauen. 1773 wurde das Schloss endgültig fertiggestellt.
Am 30. Juli 1744 wurde Luise Ulrike von Preußen, eine Schwester Friedrich des Großen, nach ihrer Heirat mit dem schwedischen Kronprinzen im Schloss Gnatzkow vom schwedischen Hof zu Feierlichkeiten empfangen. 1771 übernachtete ihr Sohn Gustav III. auf der Rückreise von Paris nach Schweden im Schloss, nachdem sein Vater am 12. Februar 1771 gestorben war. In Erinnerung an diesen Besuch wurde der Ort nach dem Taufnamen seines Besitzers Carl von Bohlen in Carlsburg, in heutiger Schreibweise Karlsburg, umbenannt.
In der Folgezeit verfiel das Gut aufgrund der häufigen Abwesenheit seines Besitzers, der sich zudem zunehmend verschuldete. Ab etwa 1800 erfolgte, neben diversen Erweiterungen, basierend auf Plänen von Peter Joseph Lenné eine Umgestaltung des Schlossparks in einen englischen Landschaftspark. 1809 übernahm mit Friedrich Ludwig Wilhelm Reichsgraf von Bohlen (1760–1828), der letzte männliche Nachkomme der Familie von Bohlen, das Gut auf Wunsch der Gläubiger seines Vaters, um dem Konkurs vorzubeugen. Es gelang ihm, die wirtschaftliche Situation des Gutes entscheidend zu verbessern.

### Die Grafen von Bismarck-Bohlen (1828 bis 1945)

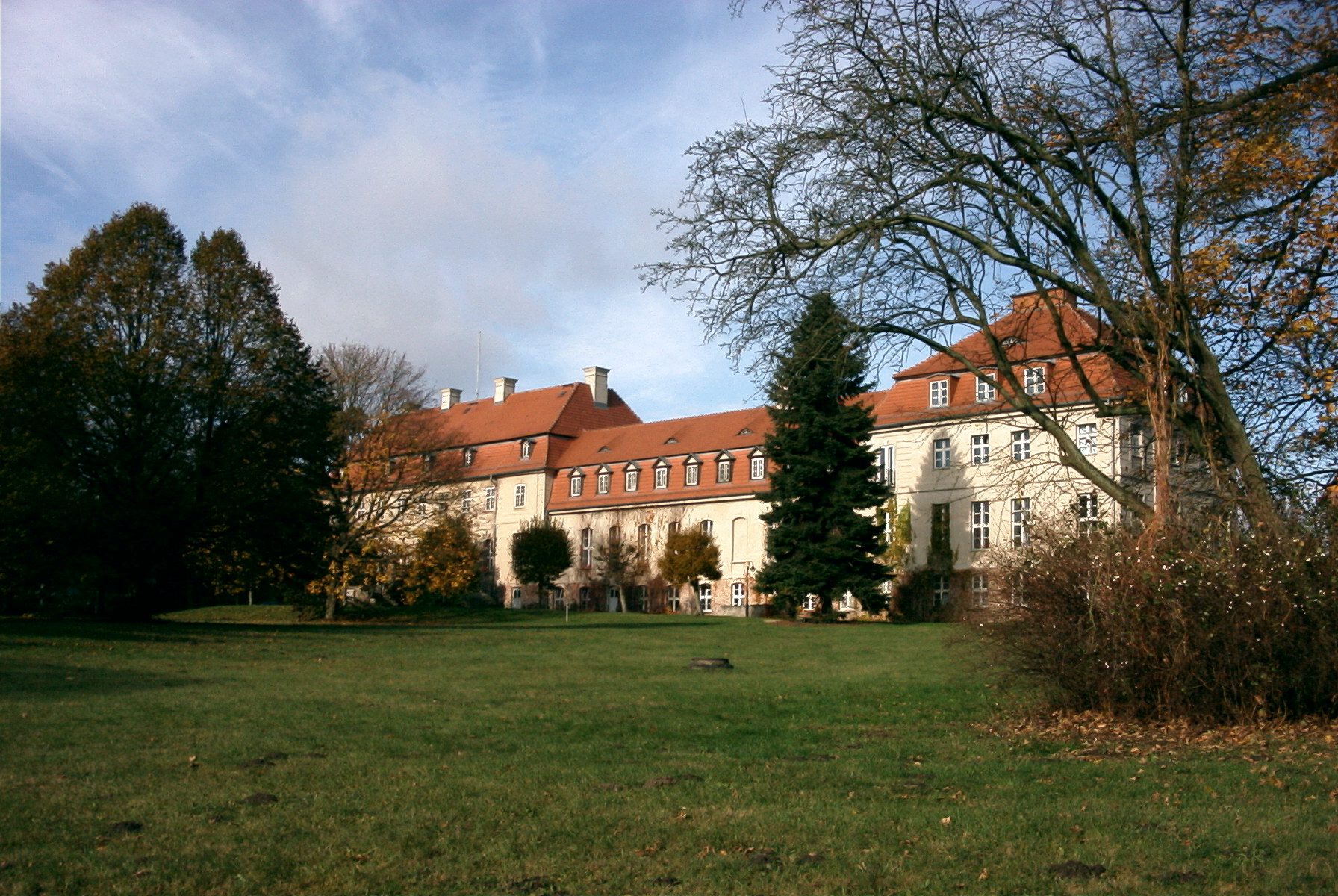
Parkseite des Schlosses Karlsburg

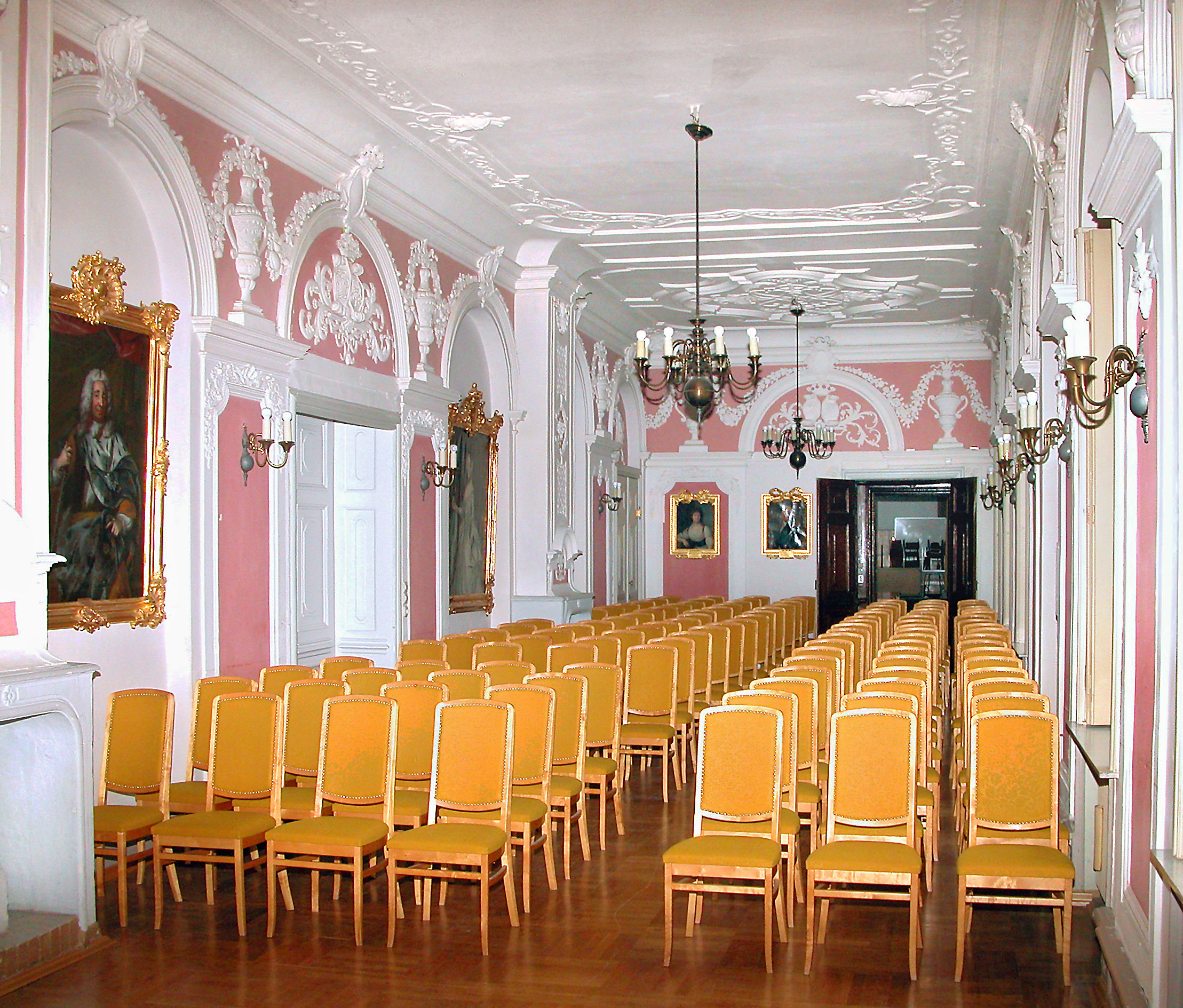
Festsaal

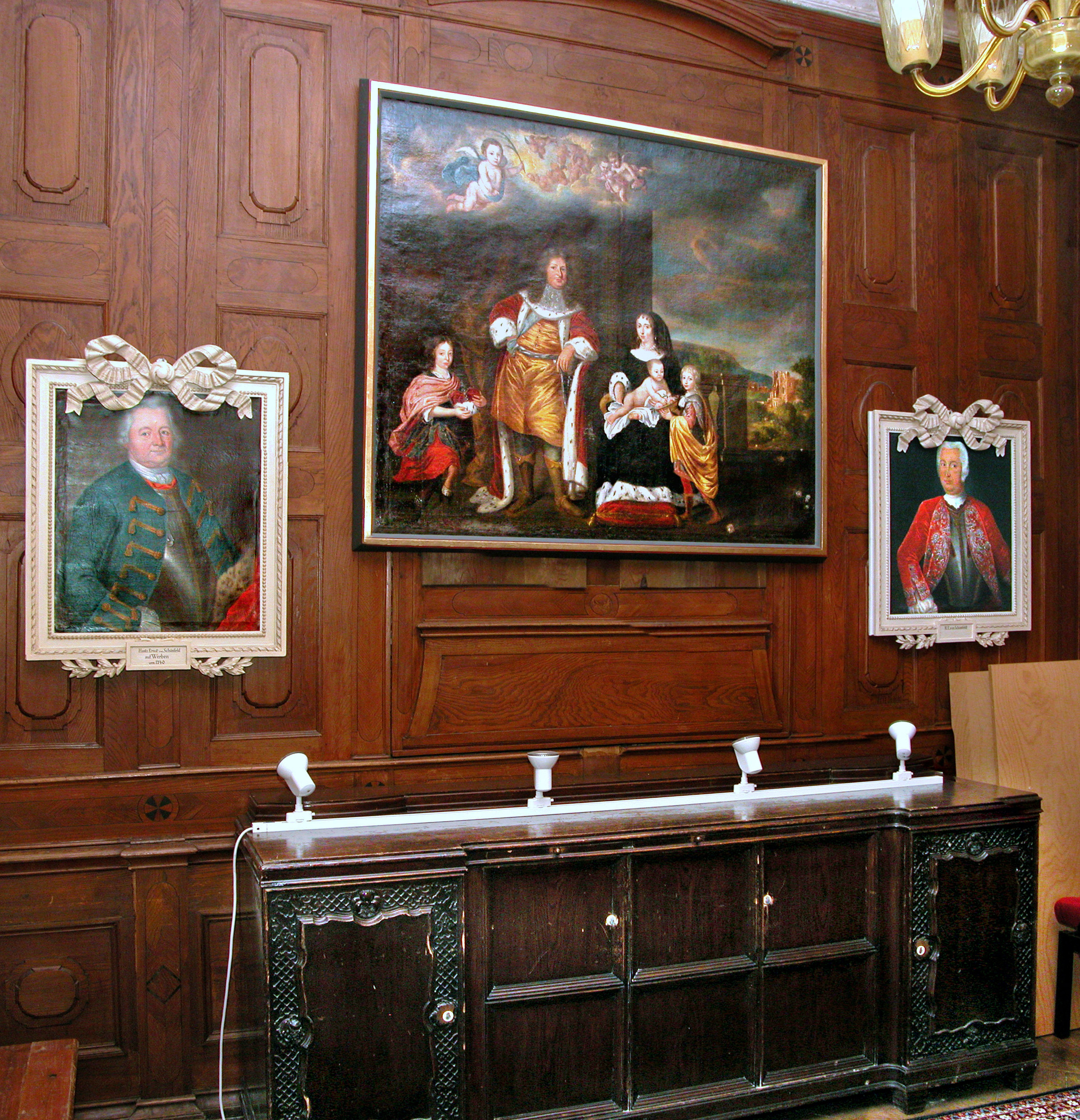
Raum westlich des Festsaals

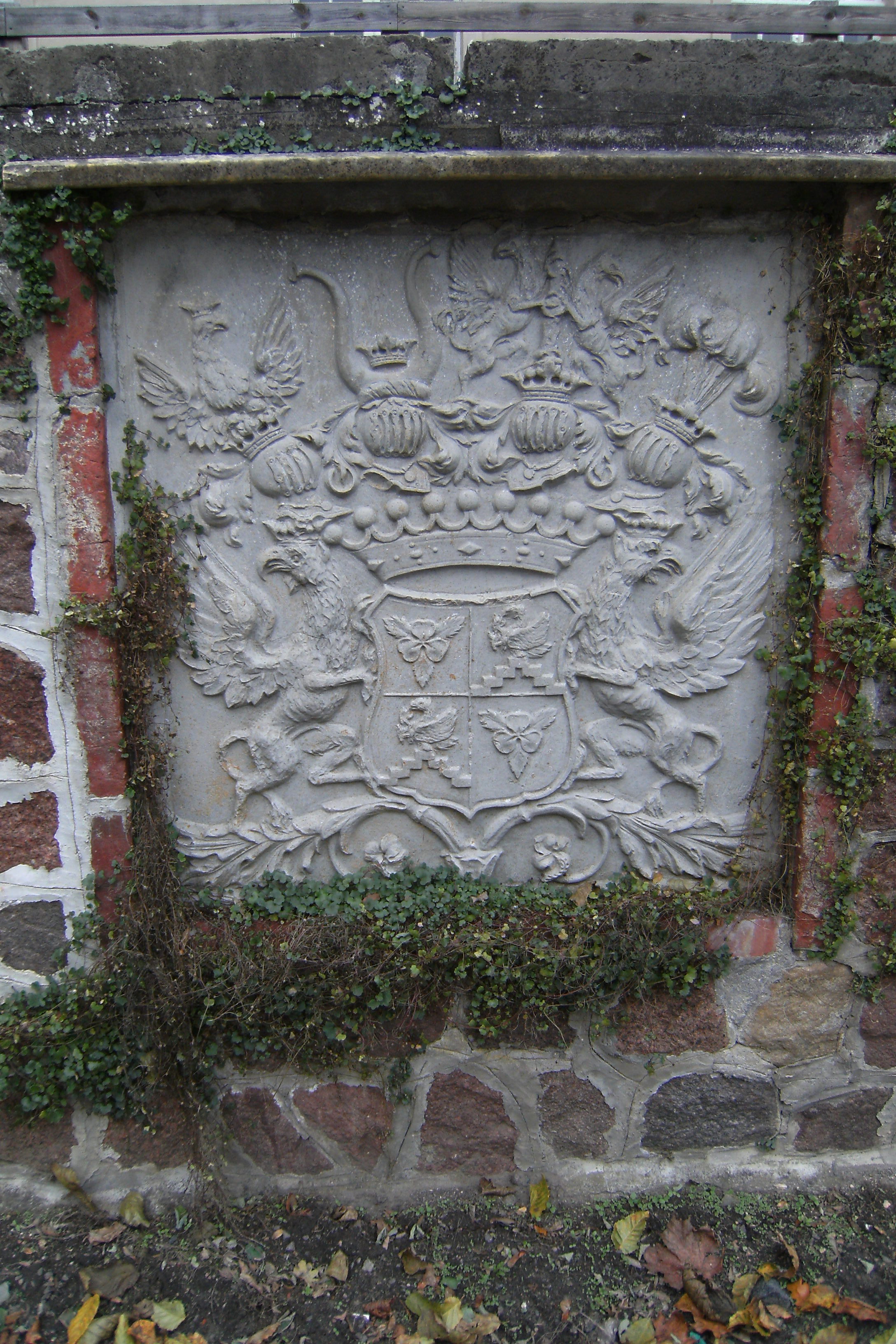
Wappenstein Bismarck-Bohlen

Zwei Jahre nach dem Übergang Schwedisch-Pommerns an Preußen kam es am 16. September 1817 zur Hochzeit zwischen dem preußischen Offizier Theodor Alexander von Bismarck und Caroline Gräfin von Bohlen (1798–1858), der älteren Tochter von Friedrich Ludwig. Am 21. Februar 1818 wurde Theodor Alexander von Bismarck von König Friedrich Wilhelm III. in den Grafenstand erhoben. Nach dem Tod seines Schwiegervaters im Jahr 1828 übernahm er das Gut Carlsburg. Damit begann die Zeit der Grafen von Bismarck-Bohlen im Schloss, das sich zu dieser Zeit aufgrund der napoleonischen Kriege erneut in wirtschaftlichen Schwierigkeiten befand.
Von Herbst 1838 bis Sommer 1839 hielt sich Otto von Bismarck während seiner Dienstzeit im Pommerschen Jägerbataillon in Greifswald oft auf dem Schloss auf. Am 19. Juni 1843 war König Friedrich Wilhelm IV. zu Gast in Carlsburg. Zehn Jahre später besuchte er das Schloss erneut, diesmal in Begleitung von Alexander von Humboldt und Friedrich August Stüler. Stüler entwarf 1858 die Grabkapelle Steinfurth der Familie Bismarck-Bohlen im benachbarten Steinfurth, heute ein Ortsteil Karlsburgs. Mit dem Tod seiner Frau Caroline im Jahr 1858 wurde Graf Theodor von Bismarck-Bohlen entsprechend der gemeinsamen testamentarischen Verfügung alleiniger Besitzer von Gut Carlsburg. Ihm folgte sein Sohn Friedrich Alexander Graf von Bismarck-Bohlen (1818–1894), dessen Bruder Karl erhielt infolge der Erbteilung die altmärkischen Besitztümer der Familie. Nach dessen Tod im Jahr 1878 übernahm Friedrich Alexander auch dessen Erbteil, verkaufte ihn jedoch 1891 aufgrund der Entfernung zum Gut Carlsburg. Sein Nachfolger wurde Friedrich Karl von Bismarck-Bohlen (1852–1901), der anlässlich der Übernahme des Gutes im Jahr 1894 den Militärdienst verließ und von Schwedt nach Carlsburg übersiedelte. Nach Zeichnungen seiner Frau entstand 1896 das eiserne Rosentor, das sich noch heute auf der Vorderseite des Schlosses befindet und zu einem Symbol der Anlage, des Ortes und der gegenwärtig hier ansässigen Institutionen geworden ist. Ihm folgte sein jüngerer Bruder Graf Theodor Wilhelm Eberhard (1854–1894) als Fideikommissherr auf Karlsburg, einst Zögling auf der Ritterakademie Brandenburg.
Letzter Graf auf dem Schloss wurde Fritz Ulrich von Bismarck-Bohlen (1884–1945), der Sohn von Theodor. Da sein Vater bereits 1894 verstorben war, übernahm er das Gut noch in unmündigem Alter. Seine Mutter Elisabeth Gräfin von Bismarck-Bohlen, geborene Gräfin Behr-Negendank (1861–1936), verwaltete es deshalb bis zur Volljährigkeit ihres Sohnes im Jahr 1905. Fritz Ulrich studierte Rechtswissenschaften, Kommunalwissenschaften und Landwirtschaft in Greifswald, Lausanne, Genf, Halle sowie Leipzig und promovierte 1912 zum Doktor der Rechte. Von 1913 bis 1914 ließ er als Bauherr den Verbindungstrakt zwischen den beiden Schlossteilen um ein Stockwerk erhöhen. Da er aufgrund gesundheitlicher Probleme nicht Soldat werden konnte, stellte er sich während des Ersten Weltkrieges in den Dienst des Johanniterordens als Krankenpfleger in einem Feldlazarett. Graf Bismarck-Bohlen wurde zeitgleich Mitglied, 1924 Rechtsritter, organisiert in der Pommerschen Genossenschaft dieser traditionsreichen Kongregation, einer der Stellvertreter des Ehrenrates.
Mit der Machtergreifung der Nazis 1933 legte er aufgrund seiner Nähe zur Bekennenden Kirche alle Ehrenämter nieder. Er lebte anschließend sehr zurückgezogen und sparsam. Um 1939 umfasste sein Besitz mit Gut Niedenhof, Groß Jasedow und dem Rittergut Karlsburg noch etwa 2230 ha.  Durch den Verkauf von Waldbesitz gelang es ihm, die wirtschaftliche Situation des Gutes deutlich zu verbessern. Während des Zweiten Weltkrieges wurden 1942 die Kunstschätze der Universität Greifswald in das Schloss Karlsburg (das nun mit K statt dem französisierenden C geschrieben werden musste) ausgelagert, darunter unter anderem der Croÿ-Teppich und die Insignien des Rektors. Ab 1943 stellte Fritz Ulrich von Bismarck-Bohlen den westlichen Teil des Schlosses der Kinderklinik der Universität Greifswald für eine Station zur Behandlung an Tuberkulose erkrankter Kinder zur Verfügung, einschließlich eines Teils des Parks als Spielplatz. Am 28. April 1945 setzte der letzte Besitzer des Gutes seinem Leben selbst ein Ende. Sein ältester Sohn Theodor war bereits am 20. März 1944 im Krieg als Major gefallen. Der jüngere Sohn Achaz war ebenfalls Offizier und starb am 30. Oktober 1945 in sowjetischer Kriegsgefangenschaft. Der Rest der Familie flüchtete 1945 in den Westen Deutschlands, das Gut wurde durch die Bodenreform in der sowjetischen Besatzungszone entschädigungslos enteignet.

### Das Zentralinstitut für Diabetes (1947 bis 1990)

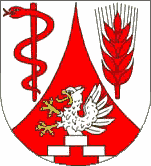
Das Karlsburger Wappen

Unmittelbar nach dem Ende des Krieges wurde das Schloss zunächst als Umsiedlerlager, Siechenheim und provisorisches Seuchenkrankenhaus genutzt. Die aus rund 4.000 Bänden bestehende historische Bibliothek mit einigen alten und zum Teil wertvollen Werken wurde etwa 1946/1947 an die Bibliothek der Universität Greifswald überführt und dort mehrere Jahrzehnte lang unbenutzbar in einem Behelfsmagazin gelagert. Der größte Teil des Buchbestandes wurde 1985 wieder in das Schloss gebracht. Das Schloss war ab Mai 1947 ein Heim zur sozialmedizinischen Betreuung von Diabetikern, zunächst mit 15 Betten und einem kleinen Labor. Daraus entwickelte sich drei Jahre später das Institut für Diabetes-Forschung und Behandlung, aus dem durch umfangreiche Neubauten um das Schloss das Zentralinstitut für Diabetes entstand.
Mit der Nutzung des Schlosses als medizinische Einrichtung mit zentraler Bedeutung in der gesamten Deutschen Demokratischen Republik (DDR) wandelte sich auch die Einwohner- und Wirtschaftsstruktur von Karlsburg grundlegend von einem landwirtschaftlich geprägten Dorf zu einem durch wissenschaftliche Forschung geprägten Ort. Das am 14. März 1985 geänderte Ortswappen enthält dementsprechend neben dem aus dem Wappen der Familie von Bohlen entnommenen Pommerngreif als regionaler Symbolik und einer Ähre als Bezug zu den landwirtschaftlichen Traditionen auch den Äskulapstab zur Versinnbildlichung der Bedeutung von Medizin und Wissenschaft für den Ort. Rund 70 Prozent der arbeitenden Bevölkerung des Ortes waren während dieser Zeit im Zentralinstitut beschäftigt.

## Gegenwärtiger Zustand

### Nutzung

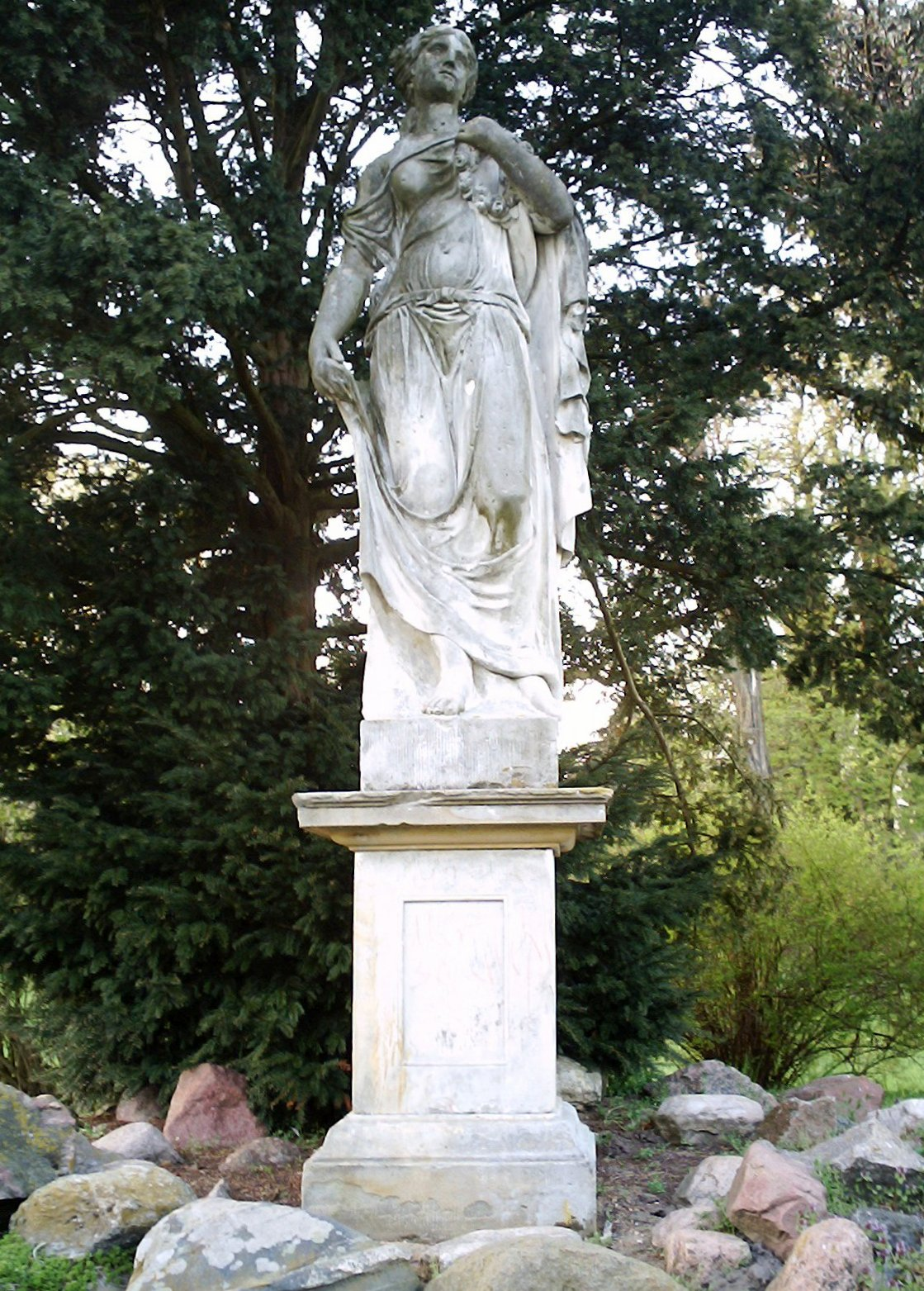
Statue der Göttin Flora im Schlosspark

Seit 1990 gehört das Schloss dem Land Mecklenburg-Vorpommern. Es wurde bis 2016 von der Universität Greifswald verwaltet und gemeinsam von den Nachfolgeeinrichtungen des ehemaligen Zentralinstitutes genutzt, zu denen ein privates Klinikum, zwei Universitätsinstitute sowie ein außeruniversitäres Forschungsinstitut gehören. Die beiden Universitätsinstitute sind inzwischen in der Stadt Greifswald ansässig. Aktuell ist das Zentralinstitut für Diabetes „Gerhardt Katsch“ der einzige ständige Nutzer des Gebäudes. Darüber hinaus werden vom Förderverein Kultur Karlsburg und vom Karlsburger Chor regelmäßig Konzerte und andere Veranstaltungen im Schloss organisiert. Im Rahmen der Festspiele Mecklenburg-Vorpommern finden einige Veranstaltungen im Schloss Karlsburg statt.
Im Schloss befinden sich in den diversen Barocksälen mehrere große Porträts von Angehörigen der ehemals hier ansässigen Adelsfamilie. Neben der von den Kliniken und Forschungseinrichtungen gemeinsam genutzten Fachbibliothek, die sich in einem Teil des Seitenflügels sowie des Kellers befindet, wird darüber hinaus auch die historische Bibliothek der Grafenfamilie im Schloss verwahrt. Sie ist jedoch nicht für die Öffentlichkeit zugänglich. Der Park wird heutzutage aufgrund der unmittelbaren Nähe des Klinikums Karlsburg vor allem von dessen Patienten zur Erholung genutzt.

### Architektur

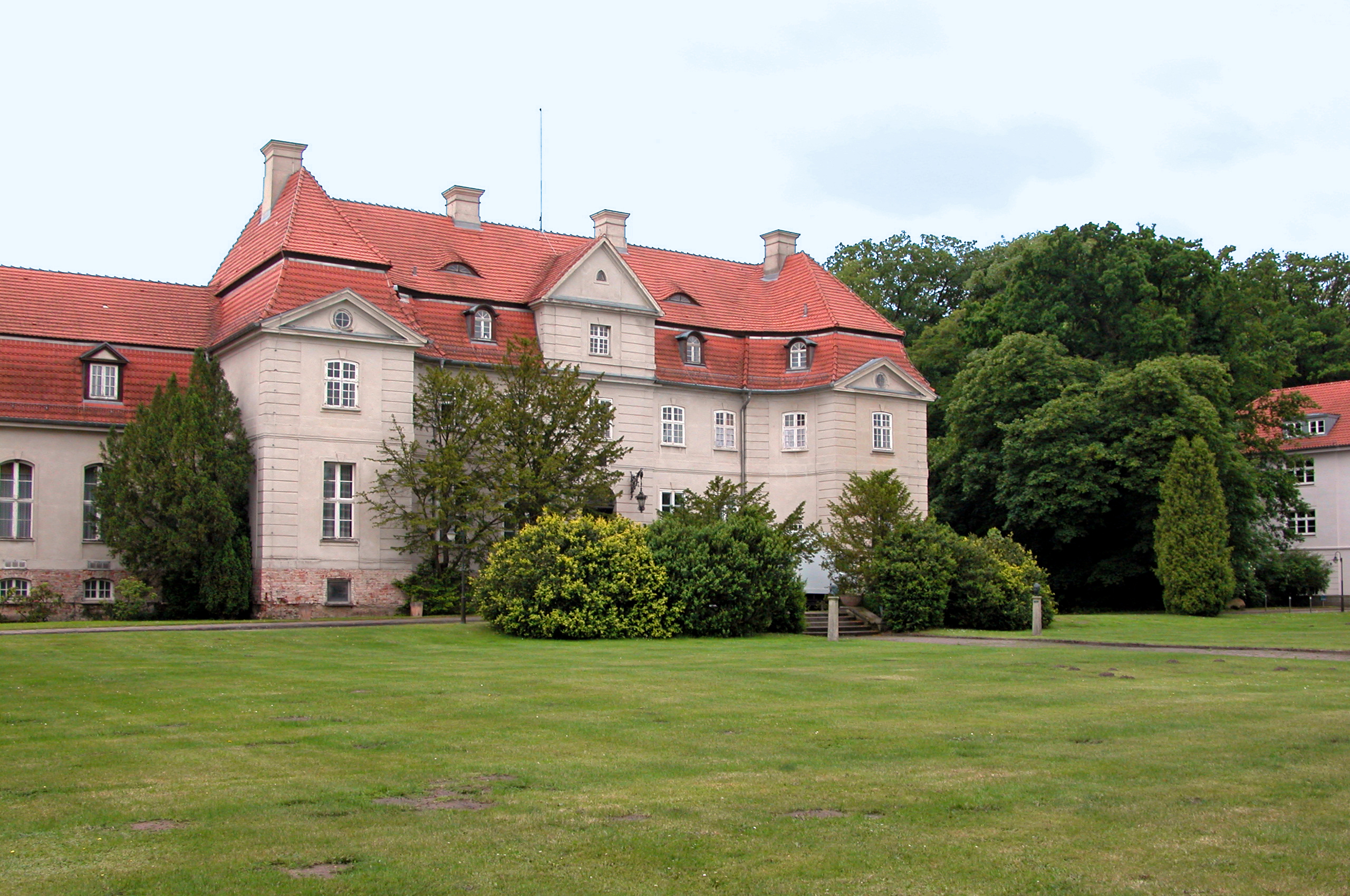
Hofseite

Das Schloss ist hinsichtlich seiner architektonischen Merkmale durch die Baukunst des Barock geprägt. Aufgrund der unvollständigen Umsetzung der ursprünglichen Baupläne ist es asymmetrisch angelegt. Das Corps de Logis ist hofseitig über eine (nicht originale) schlichte Treppe durch einen rundbogigen Haupteingang zugänglich, der beidseitig mit neobarocken Laternen und ähnlichem Gitterwerk geschmückt ist. Der Zentralbau auf hohem Sockel ist mit drei giebelbekrönten Risaliten versehen, von denen der mittlere dreigeschossig in das hohe Mansarddach hineinragt, während die beiden äußeren zweigeschossig als Stummelflügel mit elegant gerundetem Schwung hervortreten und eine Dreiflügelanlage andeuten. Die Anlage ist Fragment geblieben, da nur der östliche Seitenpavillon, mit derselben Höhe wie der Zentralbau, realisiert wurde, während das Pendant auf der anderen Seite fehlt. Wäre der Bau nach den barocken Plänen vollendet worden, so wäre nach Schloss Schwerinsburg (1945 zerstört) das zweitgrößte Barockschloss Pommerns entstanden.
Corps de Logis und Pavillon sind durch eine lange Galerie verbunden, deren Dach um 1913 erhöht und mit Mansarden ausgebaut wurde, was die ursprüngliche Proportion der Baugestalt verunklart, die noch auf dem Duncker-Bild aus den 1860er Jahren mit dem niedrigeren Galeriebau erkennbar ist. Hofseitig verdirbt ein unschöner, kubusartiger Anbau zwischen Pavillon und Galerie zusätzlich das Bild.
Das Gebäude besteht einschließlich des Erdgeschosses aus drei Stockwerken und ist unterkellert. Die gesamte Nutzfläche beträgt etwa 2.460 Quadratmeter und verteilt sich auf rund 140 Räume in allen Ebenen, davon 100 Räume unterschiedlicher Größe in Erd-, Ober- und Dachgeschoss und rund 40 im Keller und im Tiefkeller. Das Dach ist als Walmdach ausgeführt und mit Mansarden sowie barocken Schornsteinen ausgestattet. Neubauten treten nahe an das Schloss heran und bedrängen es hofseitig, während die Parkseite, obgleich teils zugewachsen und wenig gepflegt, noch den ursprünglichen Eindruck erkennen lässt. Die Hofseite ist durch störenden Bewuchs teilweise verdeckt.

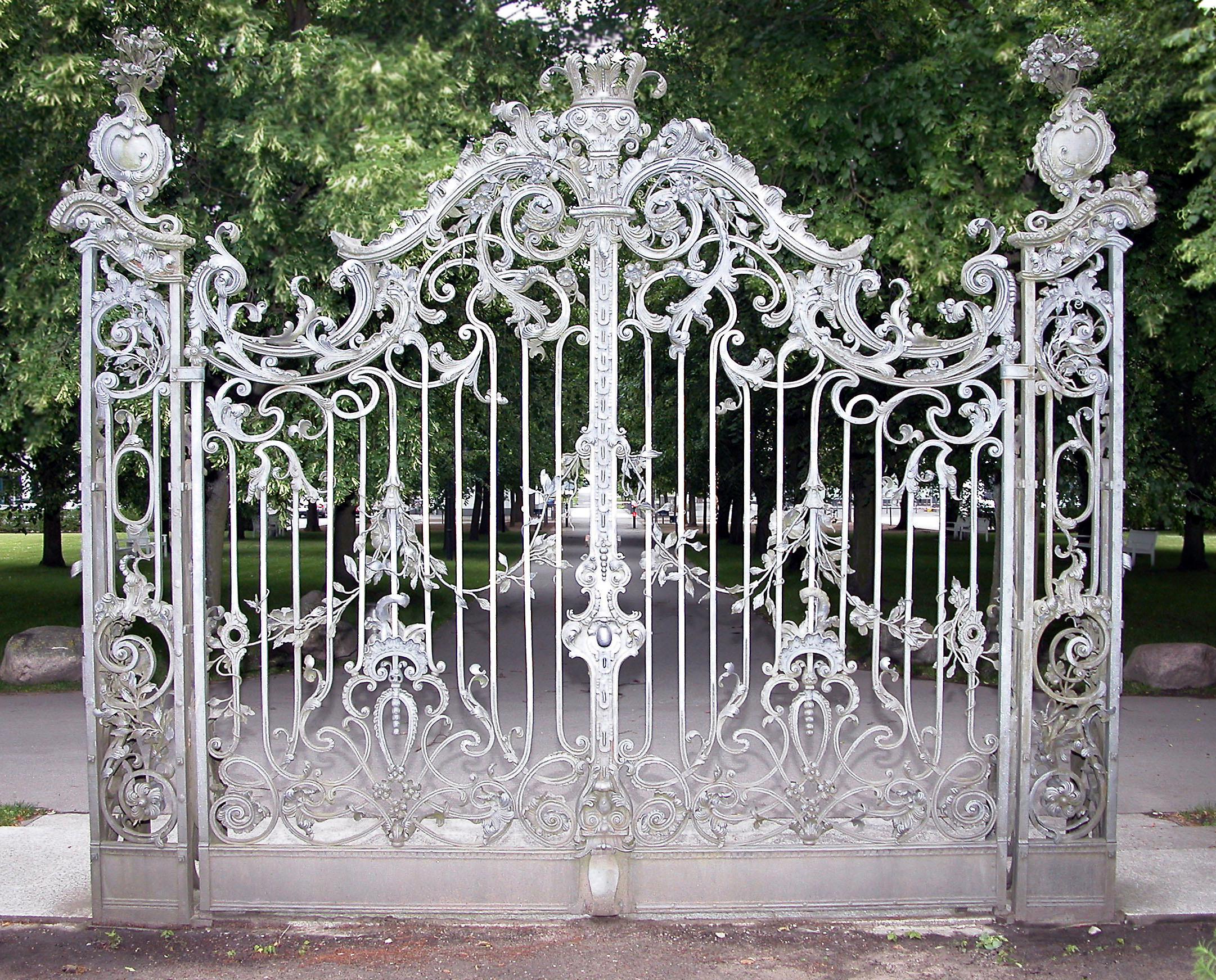
Rosentor
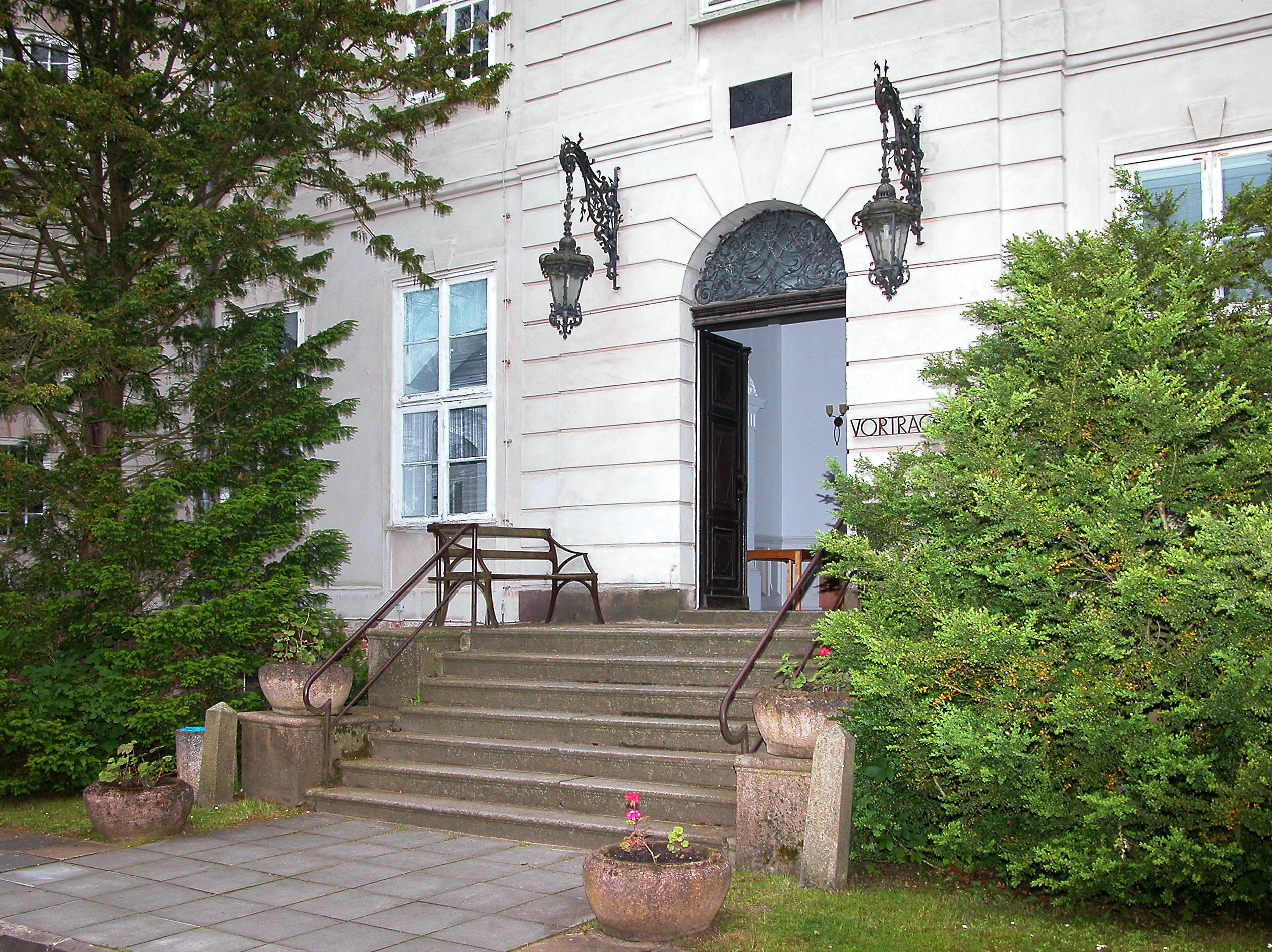
Haupteingang Hofseite